# Acalypta parvula
Acalypta parvula är en insektsart som först beskrevs av Carl Fredrik Fallén 1807.  Acalypta parvula ingår i släktet Acalypta och familjen nätskinnbaggar. Arten är reproducerande i Sverige. Inga underarter finns listade i Catalogue of Life.